# 무무 (소설)

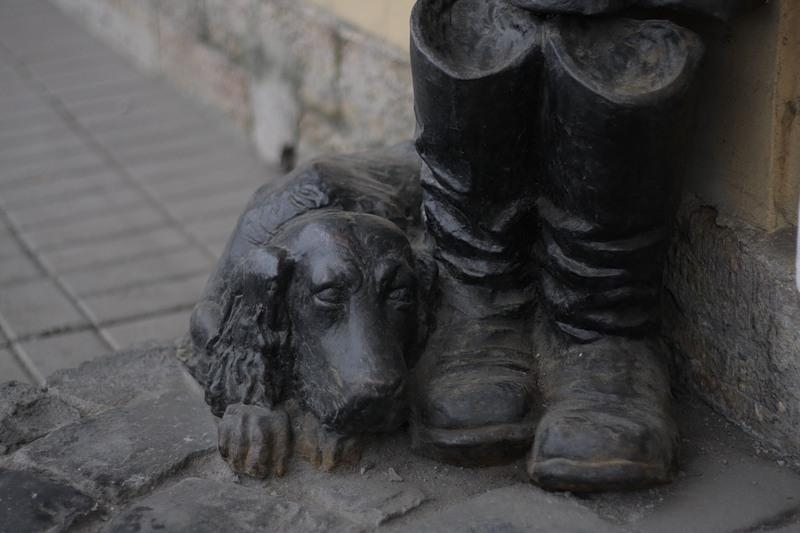
상트페테르부르크에 위치한 무무의 조각상

《무무》(러시아어: Муму́)는 러시아의 소설가 이반 투르게네프가 1852년에 완성하여 1854년에 출판된 단편 소설로, 러시아 제국의 비인간적인 농노 제도를 비판한 작품으로 높은 평가를 받는 작품이다.

## 배경
투르게네프는 본 작품을 그의 어머니인 바르바라 페트로브나 투르게네바(러시아어: Варвара Петровна Тургенева)의 영지에서 일어난 사건을 바탕으로 집필했다.
1852년, 투르게네프는 집필을 완료했음에도 불구하고 출판하지 못하였는데, 이는 러시아 제국의 농노제를 적나라하게 묘사하여 검열되었기 때문이다. 이후 청원을 통해 1854년 잡지 《소브레멘니크》에 연재되었다.

## 주요 등장인물
- 게라심(러시아어: Герасим)

여주인의 집에서 일하는 농노로, 태어났을 때부터 언어장애와 청각장애를 보유했으나 큰 체격과 강한 힘을 가졌다.
- 여주인(러시아어: Барыня)

모스크바의 큰 집에서 많은 농노와 하인을 거느리는 냉소적이고 신경질적인 과부로, 게라심을 모스크바로 데려온 장본인이다. 게라심이 데려온 무무가 자신에게 부정적인 반응을 보이자 분노하여 무무를 없애려 한다.
- 무무(러시아어: Муму)

게라심이 강가에서 산책을 하다 진흙에서 구조한 강아지로, 게라심은 사랑하지만 여주인에게는 그렇지 않아 여주인의 분노를 사게 된다.
- 타티야나(러시아어: Татьяна)

여주인의 집에서 일하는 세탁부로, 게라심의 짝사랑을 받지만 결국 여주인에 의해 카피톤과 결혼하게 된다.
- 가브릴라 안드레이치(러시아어: Гаврила Андреич)

여주인의 집에서 일하는 수석 하인으로, 여주인의 명령을 충실하게 따르지만, 류보피 류비모브나와 함께 여주인의 물건을 훔친다.
- 카피톤(러시아어: Капитон)

본명은 카피톤 클리모프(러시아어: Капитон Климов). 여주인의 집에서 일하는 제화공으로, 그의 술버릇을 고치기 위한 여주인의 계획으로 타티야나와 결혼하게 된다.

## 줄거리
모스크바 외곽에 위치한 큰 집에서 많은 하인과 농노를 거느리며 살고 있는 여주인이 있었다. 그녀가 거느리는 농노 중에는 '게라심'이라는 농노가 있었는데, 그는 선천적으로 언어 능력과 청각에 장애를 가지고 있었지만 큰 덩치와 강한 힘으로 혼자서 4인분의 일을 수행하는 성실한 농노였으며, 여주인 또한 그를 신뢰했다.
여주인에 의해 모스크바로 이사를 오게 된 그는 처음에는 새로운 생활에 적응하지 못했으나 원래의 삶보다 안락한 삶 덕분에 적응하던 중, 여주인은 자신의 집에서 일하는 제화공인 카피톤의 술버릇을 고치기 위해 그를 세탁부인 타티야나와 결혼시키려는 계획을 세운다. 하지만 게라심은 타티야나를 짝사랑하고 있었으며, 결혼 계획을 알아차린 게라심은 절망하지만, 결국 타티야나는 카피톤과 결혼하여 시골로 떠난다.
그 날 저녁 강가를 따라 걸어가던 게라심은 진흙에서 발버둥치는 강아지를 발견한다. 게라심은 강아지를 거두어 정성스럽게 보살피고, 강아지에게 '무무'라는 이름을 붙여준다. 무무는 게라심의 일을 충직하게 도왔고, 언제나 함께했다.
일 년 후, 여주인은 무무를 발견하게 되고, 무무를 쓰다듬으려 하지만 무무의 부정적인 반응에 분노하여 수석 하인인 가브릴라에게 무무를 쫒아내라는 명령을 내린다. 가브릴라는 부하 하인인 스테판에게 어떤 지시를 내렸고, 스테판은 무무를 훔치고 오호트니 랴트로 가서 무무를 팔아넘긴다. 게라심은 필사적으로 무무를 찾아다녔지만 실패하여 그는 절망에 빠진다.
하지만 이틀 후에 무무는 목줄을 매단 채 게라심을 찾아온다. 게라심은 무무를 숨기기 위해 노력했지만, 여주인이 무무가 짖는 소리를 듣고 말았다. 그녀는 분노에 휩싸여 기절했고, 가브릴라는 내일까지 무무를 죽이려는 계획을 세운다.
다음 날 아침, 가브릴라와 하인들은 게라심의 방으로 쳐들어가려 했지만, 그는 나오지 않았다. 몇 번의 시도 끝에, 게라심은 방 밖으로 나온다. 가브릴라는 게라심에게 개를 넘기라고 설득했지만, 게라심은 무무를 가리키고 자신의 목을 조르는 의미심장한 몸짓을 했으며, 가브릴라를 비롯한 하인들은 그의 몸짓을 이해하지 못한다. 한 시간 후, 게라심은 옷을 차려입고 무무를 데리고 집 밖으로 나선다.
선술집에 들어간 게라심은 양배추 국을 주문하여 무무에게 먹이고, 무무가 국을 먹는 모습을 지켜보던 게라심은 눈물을 흘린다. 선술집을 나온 게라심은 무무를 데리고 선착장으로 향하는데, 이때 그는 벽돌 두 장을 챙긴다. 선착장에서 목적지를 바꾸어 강가에 묶인 쪽배로 향한 게라심은 쪽배에 올라타고 강을 따라 노를 젓기 시작한다. 강가에서 멀리 떨어진 게라심은 노 젓기를 멈추었고, 그는 벽돌을 올가미에 묶고 이를 무무에게 묶고 나서 무무를 물 속으로 빠뜨린다.
이후 게라심은 짐을 싸서 자신의 고향으로 떠난다. 그가 사라졌음을 알아차린 여주인은 분노하여 그를 찾아나섰고, 그를 모스크바로 돌아오게 하려 하지만 이내 번복한다. 얼마 지나지 않아 여주인은 사망하고, 그녀의 하인들은 소작료를 받고 자유의 몸이 된다.
고향으로 돌아온 게라심은 과거처럼 성실하게 일하지만, 절대로 여자들과 어울리지 않고 한 마리의 개도 기르지 않는다.

## 영향
본 작품은 러시아 농노제를 날카롭게 비판함으로서 당시 러시아 제국 사회에 큰 반향을 일으켰으며, 이는 알렉산드르 2세가 농노해방령을 공표하는 데에 영향을 주었다고 한다.
또한 러시아 제국 붕괴 이후에도 소련과 러시아 연방의 초등학교와 중학교의 교과서에도 실리는 작품이며, 본 작품을 바탕으로 영화와 연극이 창작되는 등 후대에도 큰 영향을 미치는 작품이다.